# Замок Йосіда-Кооріяма
Замок Йосіда-Кооріяма (яп. 吉田郡山城, йосіда кооріяма-дзьо) — замок у містечку Йосіда сучасного міста Акітаката, префектури Хіросіма, Японія. Основна гірська цитадель роду Морі до її перенесення до замку Хіросіма у 1589 році за правляння Морі Терумото. До сьогодні збереглися лише руїни цього укріплення.

## Положення і структура замку
Замок розташовався на всій території гори Кооріяма, яка розташована на північ від низини Йосіда (吉田盆地), котра омивається з обох боків ріками Ґо і Тадзіхі. 
Від вершини гори (360 м) до її підніжжя було споруджено близько 270 малих і великих земляних укріплених площадок, частина з яких була оточена ровами і дерев'яними або кам'яними стінами. Замок поділявся на три укріплені двори — перший при вершині, третій у підніжжя, і другий між першим і третім, на схилах гори. Головні ворота, "паща тигра" (虎口), були розташовані у найбільшому за площею третьому дворі.

## Історія замку
У 1336 році (3 році Кемму) центральний уряд Японії призначив рід Морі земельним головою (地頭) маєтку Йосіда (吉田荘, йосіда но сьо). Того ж року у цьому маєтку голова роду, Морі Токітіка, звів на південно-східному гребні гори Кооріяма невеликий замок. Відтоді впродовж 12 поколінь, це укріплення служило резиденцією керманичів роду. Після приходу до влади Морі Мотонарі у 1523 році, його було розширено на всю територію гори. У 1541 році замок витримав декілька місячну облогу ворожої 30 тисячної армії Амаґо Харухіси. З приходом союзних військ Суе Такафуси захисники укріплення відбили нападників.
До 1580-х років замок Кооріяма всіляко модернізовувася. За головування Морі Терумото дерев'яні стіни були змінені на кам'яні. Однак даних, які б свідчили про існування у замку головної башти тенсю, немає. 
Після того як Морі стали васалами Тойотомі Хідейосі, резиденцію роду було вирішено перенести до зручнішого місця. У 1591 році гірський замок Кооріяма був остаточно залишений, а його роль перейняв Хіросімський замок на рівнині. Останній знаходився на перетині транспортних і торговельних шляхів.  
У 1637 році, боячись християнських заколотів у Західній Японії після повстання у Сімабара, сьоґунат Токуґава наказав розібрати кам'яні стіни і засипати рови замку Йосіда-Кооріяма. Цього року фортеця припинила своє існування.